# Ахмед Абул Гейт
Ахмед Абул Гейт (на арабски: أحمد أبو الغيط) е египетски дипломат и политик.
Той е генерален секретар на Арабската лига от юли 2016 г. Бил е външен министър на Египет в кабинета на Ахмад Назиф (2004 – 2011), посредничи за решаването на конфликта между Чад и Судан през декември 2005 г.

## Биография
Роден е в гр. Хелиополис (край Кайро) на 12 юни 1942 г. Получава бакалавърска степен по търговия от университета Айн Шамс в Кайро през 1964 г.
Започва работа в Министерството на външните работи на Египет през 1965 г. Служи (с ранг аташе, после трети секретар) в посолството в Кипър от 1968 до 1972 г. След това е в екипа на съветника на президента по въпросите на националната сигурност (1972 – 1974). В периода 1974 – 1977 г. е втори, после първи секретар в постоянното представителство на Египет в ООН. През 1977 – 1979 г. е съветник в кабинета на министъра на външните работи. Работи като политически съветник в посолството на Египет в Москва (1979 – 1982).
Посланик е (със седалище в Рим) в Италия, Република Македония и Сан Марино. През 1996 г. е назначен за помощник на външния министър на Египет. Постоянен представител е на Египет в ООН (1999 – 2004).